# Galeopsis speciosa
Galeopsis speciosa es una especie de planta herbácea anual, perteneciente a la familia de las lamiáceas. Es una maleza muy extendida y se utiliza como hierba medicinal. Es originaria de Eurasia.

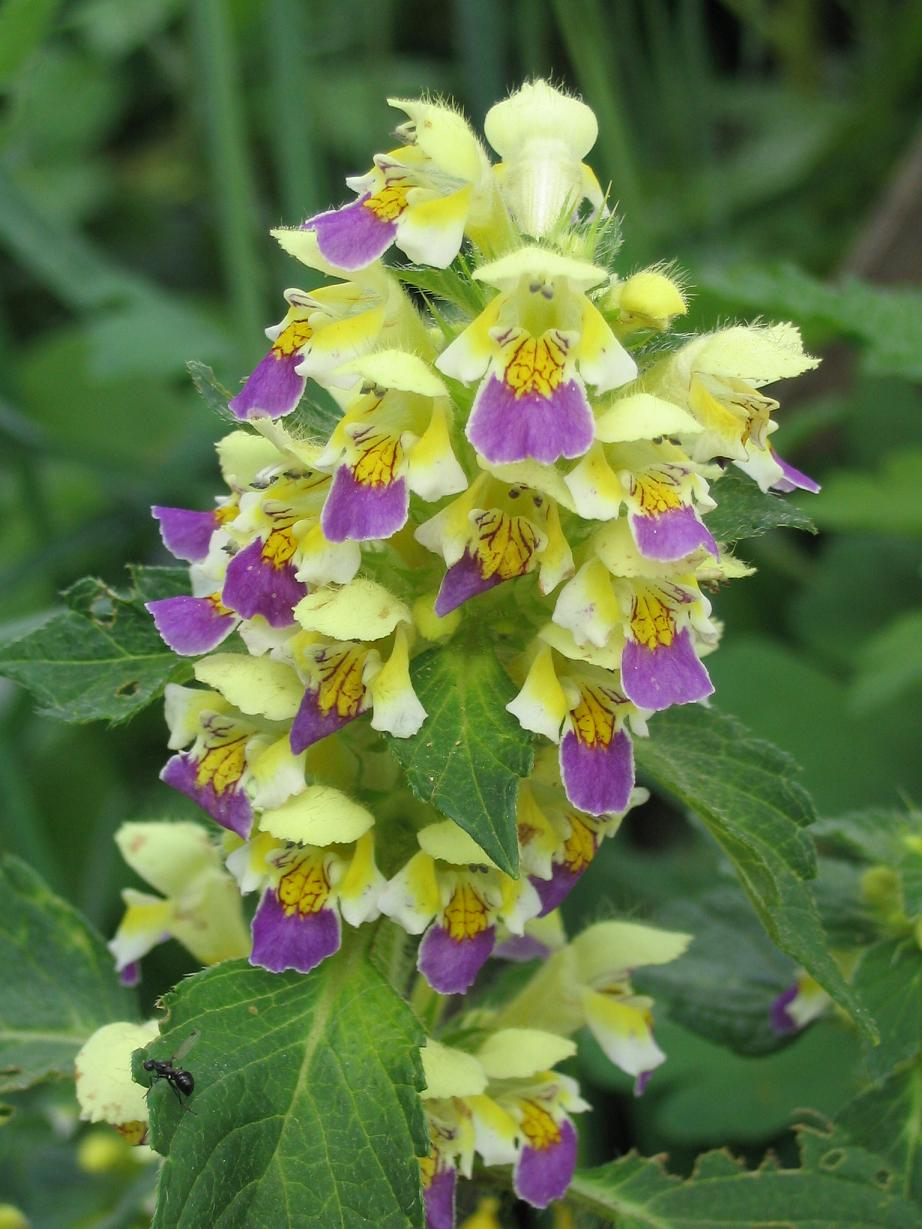
Flores.

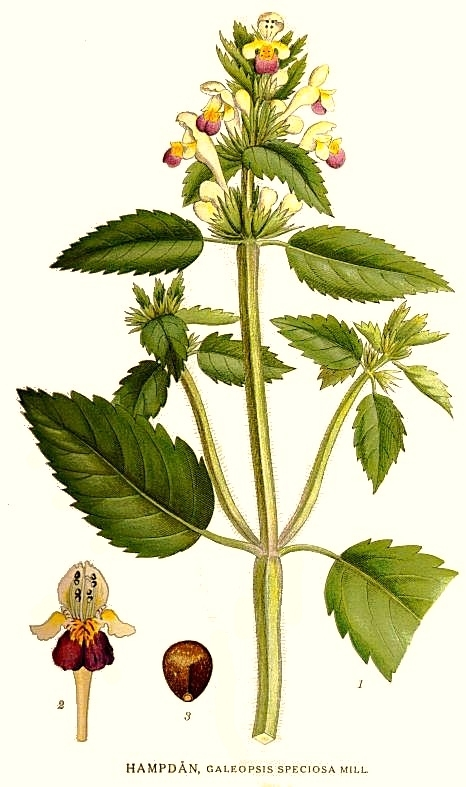
Ilustración

## Descripción
Es una planta llamativa, robusta, anual, que alcanza los 40-70 cm de altura,  con un tallo cuadrado y erecto.  Las hojas son ovaladas, de color verde con nervaduras y dentadas. La floración se produce entre junio y septiembre. Las flores individuales son grandes y de color amarillo con un tubo de cabeza larga y el labio inferior púrpura con un terminal medio redondeado. 

## Taxonomía
Galeopsis speciosa, fue descrita por Philip Miller  y publicado en The Gardeners Dictionary: . . . eighth edition no. 3. 1768.
Etimología
Galeopsis: nombre genérico creado por Linneo en 1753 pensando, en la forma de "casco" del labio superior de la corola. El término puede derivar del griego: galè = "comadreja" y opsis = "apariencia", y esto tal vez debido a que la flor se asemeja vagamente a una comadreja.
speciosa: epíteto latino que significa "llamativa"
Sinonimia
- Galeopsis prostrata Vill., Hist. Pl. Dauphiné 2: 388 (1787).
- Galeopsis cannabina Roth, Tent. Fl. Germ. 1: 254 (1788), nom. illeg.
- Galeopsis versicolor Curtis, Fl. Londin. 6(1): 38 (1791).
- Galeopsis pubescens Griseb., Spic. Fl. Rumel. 2: 135 (1844), nom. illeg.
- Galeopsis unicolor Fr., Summa Veg. Scand.: 14 (1845).
- Galeopsis sulphurea Jord., Cat. Jard. Dijon: 19 (1848).
- Galeopsis subalpina Schur, Verh. Mitth. Siebenbürg. Vereins Naturwiss. Hermannstadt 4: 59 (1853).
- Galeopsis versicolor var. sulphurea (Jord.) Rchb.f. in H.G.L.Reichenbach, Icon. Fl. Germ. Helv. 18: 18 (1858).
- Tetrahit sulphureum (Jord.) Fourr., Ann. Soc. Linn. Lyon, n.s., 17: 135 (1869).
- Galeopsis flavescens Borbás, Enum. Pl. Com. Castriferr.: 346 (1887).
- Galeopsis leiotricha Borbás, Oesterr. Bot. Z. 39: 234 (1889).
- Galeopsis crenifrons Borbás, Term. Füz. 17: 65 (1894).
- Galeopsis hispida Borbás, Term. Füz. 17: 65 (1895).[3]